# Bulbophyllum caespitosum
Bulbophyllum caespitosum là một loài phong lan thuộc chi Bulbophyllum.